# Nanbu (Yamanashi)
Pour les articles homonymes, voir Nanbu.
Nanbu (南部町, Nanbu-chō) est un bourg du district de Minamikoma, dans la préfecture de Yamanashi, au Japon.

## Géographie

### Démographie
Au 1er juin 2019, la population de Nanbu s'élevait à 7 376 habitants répartis sur une superficie de 200,63 km2.